# Artavasde (imperatore)
Artavasde (in greco Αρταύασδος?, Artauasdos, dall'armeno Artavazd; fl. VIII secolo) è stato un imperatore bizantino, usurpatore al trono dal giugno del 741 al novembre del 743.
L'imperatore legittimo Costantino V continuò comunque a mantenere il controllo di numerosi themata in Asia minore.

## Carriera politica
Di origine armena, fu nominato governatore (stratēgos) del thema Armeniakon dall'imperatore Anastasio II intorno al 713. Dopo la caduta di Anastasio, Artavasde strinse un accordo con Leone, governatore del tema Anatolikon, al fine di rovesciare il nuovo imperatore Teodosio III. Il patto fu suggellato dal matrimonio di Anna, figlia di Leone, con Artavasde, celebrato dopo l'ascesa al trono di Leone III nel marzo del 717.
La vicinanza al nuovo sovrano gli valse importanti conquiste nella sua ascesa politica: per l'appoggio dato all'imperatore, fu ricompensato con la nomina a Curopalate (kouropalates) e divenne comandante (conte, in greco komēs) del tema di Opsikion, mantenendo comunque il controllo della propria provincia d'origine. Nel giugno del 741 o 742, dopo l'ascesa al trono di Costantino V, figlio di Leone, Artavasde decise di impossessarsi del trono e sferrò un attacco al cognato mentre quest'ultimo stava attraversando l'Asia minore per combattere contro gli Arabi sui confini orientali. Costantino si rifugiò ad Amorio e Artavasde conquistò Costantinopoli e fu incoronato imperatore.

## Regno
Fin dal principio del suo regno, Artavasde abbandonò la politica iconoclasta del suo predecessore e restaurò l'Ortodossia, ottenendo in questo il supporto, fra gli altri, di papa Zaccaria. Inoltre, incoronò sua moglie Anna col titolo di Augusta e nominò co-imperatore il figlio maggiore Niceforo, mentre il minore, Niceta, fu messo a capo del tema armeno. Ma se da una parte Artavasde poteva contare sul sostegno dei temi di Thrake e Opsikion, dall'altra il rivale Costantino si era assicurato la fedeltà dei temi dell'Anatolikon e Thrakesion.
Lo scontro, ormai inevitabile, ebbe luogo nel maggio del 743: Artavasde lanciò una pesante offensiva contro Costantino ma fu duramente sconfitto. Qualche mese dopo anche Niceta dovette piegarsi al figlio di Leone. Il 2 novembre Costantino V entrò a Costantinopoli e fece prigioniero il proprio rivale, che fu pubblicamente accecato insieme ai figli e relegato nel monastero di Cora, nei dintorni della capitale. Fu qui che Artavasde fu sepolto, ma la data della morte rimane sconosciuta.
Dalle cronache di Teofane Confessore apprendiamo che trent'anni dopo, ancora adirato per l'appoggio dato da Anna alle ambizioni del marito e dei figli, Costantino V ordinò alla sorella di recarsi al monastero di Cora, dove fu costretta a raccogliere le ossa di Artavasde in una cappa (pallium) e a gettarle nelle cosiddette Tombe di Pelagio, in mezzo ai resti dei criminali giustiziati.

## Famiglia
Dalla moglie Anna, figlia dell'imperatore Leone III Isaurico, Artavasde ebbe nove figli, tra i quali:
- Niceforo, co-imperatore dal 741 (o 742) al 743
- Niceta, strategos del thema dell'Armeniakon dal 741 (o 742) al 743.